# Armin Krügel
Armin Krügel est un spécialiste suisse du combiné nordique.

## Palmarès

### Championnats du monde
- Championnats du monde de 1995 à Thunder Bay  Canada:
  -  Médaille de bronze par équipe

### Coupe du monde B
- 1 victoire ( Calgary, 18 février 1995)